# Шілхак-Іншушинак II
Шілхак-Іншушинак II (д/н — бл. 668 до н. е.) — співцар Еламу близько 688—668 років до н. е.

## Життєпис
Походив з династії Хумбан-тахрідів. Син Уммануну. близько 688 року до н. е. після смерті стриєчного брата Хумбан-нумени III захопив владу в сузах. Втім себе царем також оголосив інший родич — Хумбан-Халташ I.
Наступні період став часом боротьби за об'єднання Еламу. Разом з тим відомо бронзовову основу дверей в храмі богині Ніарсіни у Сузах. після смерті Хумбан-Халташа I 681 року до н.е змирився з наявністю іншого царя — Хумбан-Халташа II. Першим стикнувся з вторгнення перських племен до східного Еламу на чолі із Ахеменом. Можливо доппомагав Мідії у боротьбі з останнім.
Помер близько 668 року до н. е. Йому спадкував син Темпті-Хумбан-Іншушинак.